# مجمع البحرین (قرآن)
مجمع البحرین نام مکانی است که در آیه ۶۰ سورهٔ کهف در قرآن آمده‌است و از قول موسی گفته می‌شود: پیوسته می‌روم تا به مجمع البحرین (محلِ پیوستن دو دریا) برسم.مجمع البحرین محل ملاقات موسی و خضر بود.
علامه شعرانی در این باره اشاره می‌کند که جای این مکان دقیقاً معلوم نیست اما «تنگه‌ایست در حوالی شام و مصر که یکی از دریاهای آن به خلیجی می‌پیوندد».
بنا به نظر برخی دیگر، این مکان، منتهی‌الیه دریای روم (مدیترانه) از ناحیه شرقی و منتهی‌الیه خلیج فارس از ناحیه غربی است و لذا مقصود از مجمع البحرین، منطقه‌ای است که در انتهای شرقی مدیترانه یا انتهای غربی خلیج فارس قرار دارد.